# Carrascosa de Haro
Carrascosa de Haro es un municipio español de la provincia de Cuenca, en la comunidad autónoma de Castilla-La Mancha. Cuenta con una población de 115 habitantes (INE 2017).

## Geografía
Ubicación
| Noroeste: Villaescusa de Haro | Norte: Villar de la Encina | Noreste: Villar de la Encina       |
| Oeste: Rada de Haro           |                            | Este: Villar de la Encina          |
| Suroeste Rada de Haro         | Sur: Villaescusa de Haro   | Sureste: Santa María del Campo Rus |

## Demografía
Carrascosa de Haro cuenta con una población de 91 habitantes (INE 2024).
| Gráfica de evolución demográfica de Carrascosa de Haro entre 1842 y 2021                                            |
| |
| Población de derecho según los censos de población del INE Población de hecho según los censos de población del INE |

## Administración
| Periodo   | Nombre                         | Partido |
| --------- | ------------------------------ | ------- |
| 1979-1983 | Tomás Ruiz                     | UCD     |

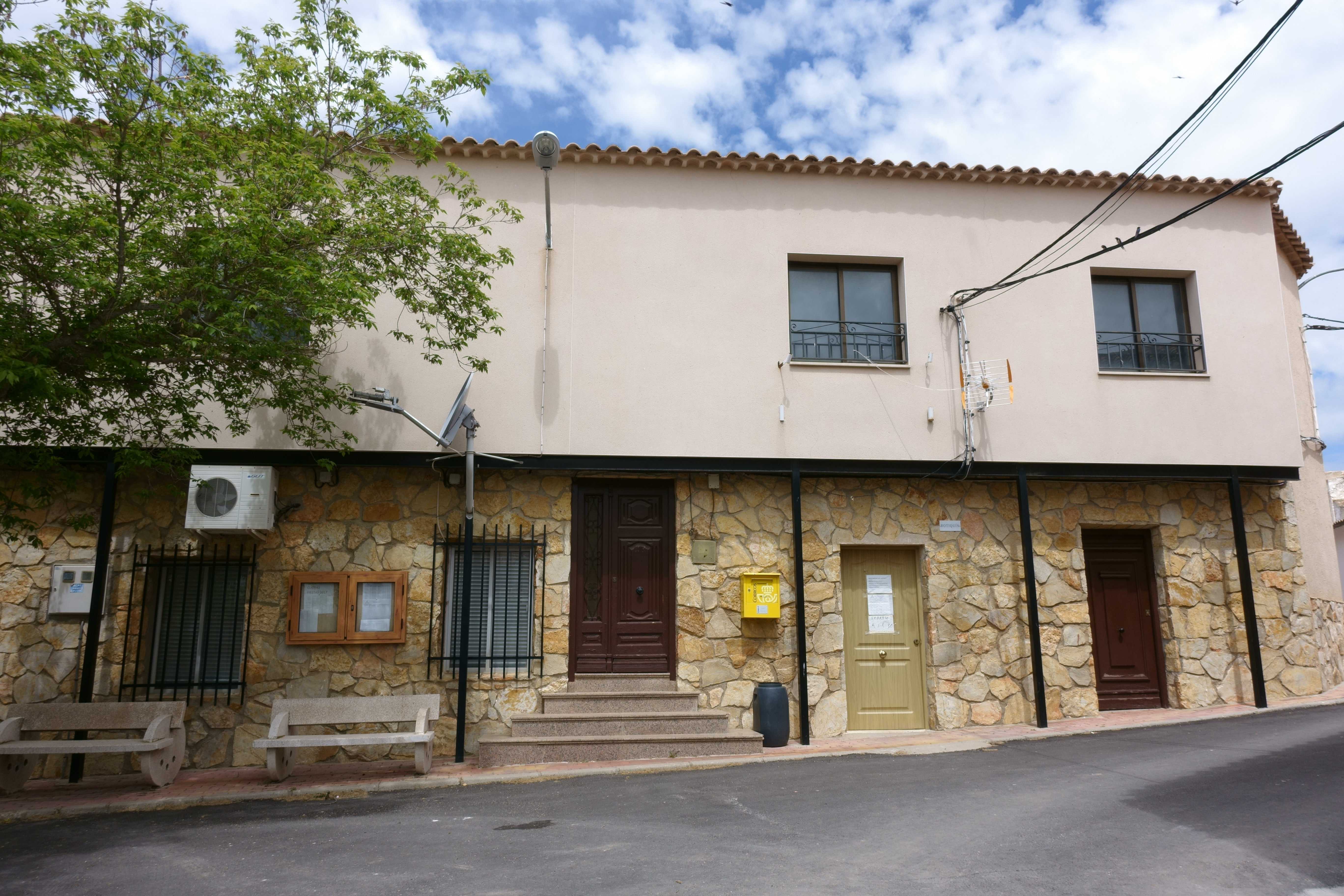
Casa consistorial

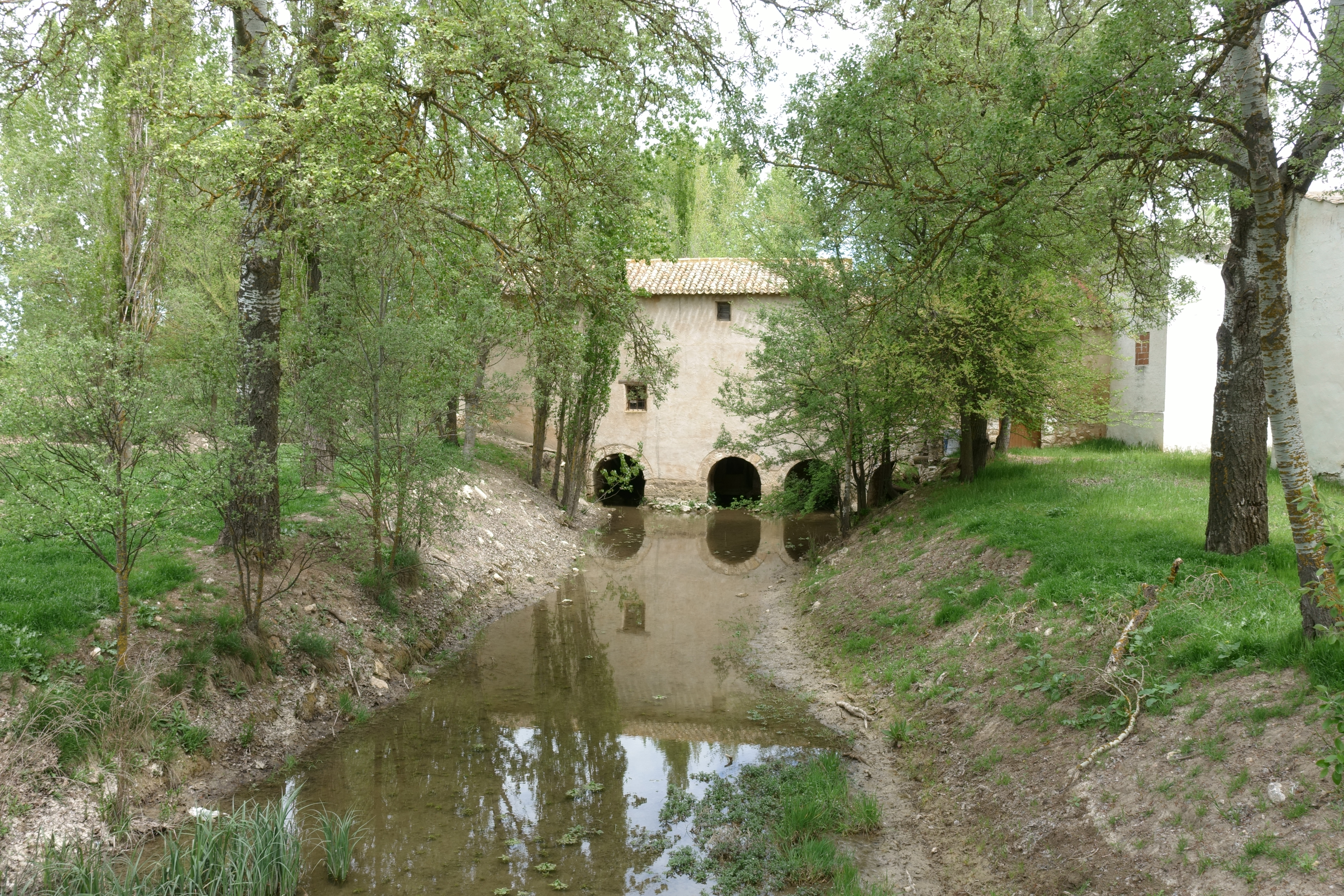
Molino del Blanco

| 1991-1995 | Manuel José González Izquierdo | PSOE    |
| 1995-1999 | Manuel José González Izquierdo | PSOE    |
| 1999-2003 | Manuel José González Izquierdo | PSOE    |
| 2003-2007 | Manuel José González Izquierdo | PSOE    |
| 2007-2011 | Manuel José González Izquierdo | PSOE    |
| 2011-2015 | Gregorio Domínguez Delgado     | PSOE    |
| 2015-2019 | Vicente Ruiz Agudo             | PP      |
| 2019-2023 | José Antonio Cana Tierno       | PP      |
| 2023-act. | María Carmen Casamayor         | JXCH    |